# Donde termina el arco iris
Donde termina el arco iris, también conocida en inglés como Where Rainbows End, es la segunda novela de la escritora irlandesa Cecelia Ahern (autora de otros libros exitosos como PD: te amo) y fue publicada en el año 2004. Escrita de manera epistolar, en formato de cartas, correos electrónicos, mensajes instantáneos y artículos periodísticos, la novela logró ser número uno en Irlanda y Reino Unido y un best seller internacional. En el año 2005, la novela ganó el premio alemán CORINE. En 2014 la novela fue adaptada al cine con el título Love, Rosie.

## Sinopsis
Donde termina el arco iris es una historia contada a través de cartas, correos electrónicos y mensajes instantáneos sobre la monótona relación entre los dos personajes principales, Rosie Denme y Alex Stewart. Rosie y Alex son amigos cercanos desde la niñez, pero un día son separados cuando Alex y su familia se mudan de Dublín a Boston. El libro nos guía a través de su relación y sus cambios debido a la distancia, a las circunstancias y a las nuevas relaciones que parecen determinadas a mantenerlos separados.

## Personajes
- Rosie Denme: es uno de los personajes principales. Vive en Dublín con su hija (Katie) y siempre ha soñado con trabajar en un hotel. El libro sigue la relación con su mejor amigo: Alex. Cuando la distancia y las circunstancias constantemente están poniendo a prueba su amistad, Rosie empieza a cuestionarse si está destinada a ser más que la amiga de Alex, lo que comienza a afectar su amistad.
- Alex Stewart: es otro de los personajes principales del libro. Es originario de Dublín, pero luego su familia se muda a Boston. Allí se convierte en cirujano, se casa y tiene un hijo (Josh).
- Phil Stewart: es uno de los personajes secundarios del libro, hermano de Alex. Los dos se comunican a menudo vía correo electrónico. Phil siempre está aconsejando a Alex sobre el amor y su relación con Rosie.
- Sally: conoce a Alex en Boston, se enamoran, se casan y tienen un hijo juntos (Josh). Pronto, los problemas en su relación comienzan a florecer.
- Greg: es un personaje secundario que se casa con Rosie. Pronto se ve que él no es el hombre indicado para ella ya que le es infiel.
- Katie: hija de Rosie. Tiene un buen amigo: Toby. Su relación refleja la relación que Alex y Rosie tuvieron cuando eran niños. Al pasar los años su relación con Toby cambia, y ayuda a Rosie a comprender sus sentimientos hacia Alex.
- Toby: es el mejor amigo de Katie y su relación es muy similar a la relación que tenían Alex y Rosie cuando eran niños. Toby y Katie pierden contacto y se encuentran años después. Entonces, se dan cuenta de que estaban destinados a ser más que amigos.
- Brian: es el padre de Katie, quien vuelve a su vida a la mitad del libro. Fue a la escuela con Rosie y Alex.
- Ruby: se convierte en la mejor amiga de Rosie tras conocerse trabajando juntas para la misma compañía. Ruby siempre está para dar consejos a Rosie, cuando ésta está insegura acerca de sus decisiones amorosas y cotidianas.
- Señora Julie Casey: Rosie y Alex le apodan la Sra. Casey "narizotas halitósica". A mitad de la historia, Rosie regresa a trabajar en su antigua escuela primaria como secretaria y allí se hace amiga de la Señora Julie Casey.
- Bethany: es la segunda mujer de Alex. Fue su primera novia en secundaria y se reunieron años después; tienen un hijo llamado Theo. A Rosie nunca le agradó.
- Stephanie: es la hermana mayor de Rosie.
- Kevin: es el hermano menor de Rosie.

## Adaptación cinematográfica
Hay una adaptación cinematográfica del libro dirigida por Christian Ditter con Lily Collins como Rosie Dunne y Sam Claflin como Alex Stewart. La película se estrenó en octubre del 2014 en Estados Unidos.